# Neckeropsis liliana
Neckeropsis liliana là một loài Rêu trong họ Neckeraceae. Loài này được (Renauld) Paris miêu tả khoa học đầu tiên năm 1915.